# Jules Knaepen
 (janvier 2016).
Si vous disposez d'ouvrages ou d'articles de référence ou si vous connaissez des sites web de qualité traitant du thème abordé ici, merci de compléter l'article en donnant les références utiles à sa vérifiabilité et en les liant à la section « Notes et références ».
Jules Knaepen est un footballeur belge devenu entraîneur, né le 26 octobre 1948. 
Il dirige les joueurs du Saint-Trond VV en 2001.